# Clem-Nunatak
Der Clem-Nunatak ist ein 1260 m hoher und isolierter Nunatak im ostantarktischen Viktorialand. Er ragt auf der Westseite des Skelton-Gletschers und 11 km südwestlich des Halfway-Nunatak auf.
Das Advisory Committee on Antarctic Names benannte ihn 1964 nach Willis Ray Clem (1935–2010), Baumechaniker auf der McMurdo-Station im Jahr 1959.